# Eliana Fernández
Eliana Fernández González ist eine spanische Fußballschiedsrichterassistentin.
Fernández leitet regelmäßig Spiele in der spanischen Primera División und in der Women’s Champions League. Seit 2019 steht sie auf der Liste der FIFA-Schiedsrichter und leitet internationale Fußballpartien.
Fernández war unter anderem bei der U-20-Weltmeisterschaft 2022 in Costa Rica (als VAR-Assistentin) und bei der U-20-Weltmeisterschaft 2024 in Kolumbien im Einsatz.